# Vince Carter
Vincent Lamar „Vince“ Carter Jr. (* 26. Januar 1977 in Daytona Beach, Florida) ist ein ehemaliger US-amerikanischer Basketballspieler, der insgesamt 22 Jahre in der NBA aktiv war. Seine Spitznamen lauten „Air Canada“, „Vinsanity“, „Human Highlight Reel“ und „Half Man Half Amazing“. Zu Beginn seiner Karriere war Carter einer der populärsten Spieler des Basketballsports und wurde, aufgrund vieler Parallelen zu Michael Jordan, als dessen Nachfolger angesehen.
Carter wurde in seiner Karriere unter anderem 8-mal zum All-Star und 3-mal in das All-NBA-Team gewählt. In seiner Debütsaison (1998) gewann er außerdem den Rookie of the Year Award. Von vielen wird er als einer der besten Athleten und Dunker aller Zeiten angesehen.
Carter war in insgesamt 22 NBA-Spielzeiten, was vor ihm noch kein anderer Spieler erreicht hat. Mit 25728 Punkten beendete Carter seine Karriere auf Platz 19 in der ewigen Korbschützenliste. Hinter Robert Parish und Kareem Abdul-Jabbar liegt Carter mit 1541 absolvierten Saisonspielen auf Platz drei in der Ligahistorie. 2024 wurde er in die Naismith Memorial Basketball Hall of Fame gewählt.

## Karriere

### College
Vincent Lamar Carter besuchte drei Jahre lang die University of North Carolina at Chapel Hill, wo er unter Coach Dean Smith und später zusammen mit Antawn Jamison und dem deutschen Nationalspieler Ademola Okulaja unter Coach Bill Guthridge spielte. Carter wurde neben seinen Leistungen auf dem Spielfeld ebenfalls ein Pionier des Internets, da er als zweiter College-Athlet seine eigene Webseite hatte.

### Toronto Raptors (1998–2004)
1998 wurde er an fünfter Stelle des NBA-Drafts von den Golden State Warriors ausgewählt und sofort für Antawn Jamison, der zuvor an vierter Stelle ausgewählt wurde, zu den Toronto Raptors transferiert. In Toronto spielte er an der Seite seines ebenfalls sehr talentierten Cousins Tracy McGrady. 

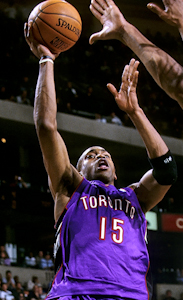
Carter im Trikot der Raptors (2000). In seiner Zeit in Toronto wurde Carter unter anderem 5-mal All-Star.

Beide wurden zu Beginn ihrer Karrieren, als neue Hoffnungsträger der Raptors und der NBA vermarktet. Carter war der Star-Spieler der Raptors und beeindruckte die Fans mit spektakulären Slam-Dunks. Er gewann den Rookie of the Year Award für die Saison 1998–1999 und führte damit das NBA All-Rookie First Team dieses Jahres an. Mit 18,3 Punkte pro Spiel führte er die Rookies im Scoring an.
Im Jahr darauf wurde Carter zum ersten Mal zu einem NBA All-Star gewählt und zeigte dabei sein Können durch das Gewinnen des Slam Dunk Contest. Ab diesem Zeitpunkt war er bis 2007 in jedem Jahr All-Star. Er verbesserte sich auf 25,7 Punkte pro Spiel und wurde erstmals in das NBA All-Third Team berufen. Mit den Raptors erreichte er 2000 erstmals in der jungen Teamgeschichte die Playoffs. Seine beste Saison war die darauffolgende 2000–2001 mit durchschnittlich 27,6 Punkten und 5,5 Rebounds pro Spiel. Die höchste von ihm in einem Spiel erzielte Punktzahl waren 51 Punkte gegen die Phoenix Suns am 27. Februar 2000. Diese Bestmarke stellte Carter am 23. Dezember 2005 gegen die Miami Heat ein. Außerdem wurde er mit dem US-Team Olympiasieger in Sydney. Im Sommer 2001 unterzeichnete er einen 6-Jahres-Vertrag im Wert von insgesamt $94 Millionen bei den Raptors. Aufgrund von Verletzungen konnte Carter in der folgenden Saison nur 60 von 82 Spielen bestreiten. Sein Team musste während der Playoffs ebenfalls auf ihn verzichten und schied bereits in der ersten Runde gegen die Detroit Pistons aus. Carters Leistungen ließen aufgrund von Verletzungen etwas nach. Eine Patellar tendinitis raubte Carter zudem Teile seiner Explosivität und Athletik, die ihn einst auszeichneten.
Während des NBA All-Star Games 2003 verzichtete Carter auf seinen Platz in der Startaufstellung der Eastern Conference All-Stars, um Michael Jordan sein letztes All-Star-Spiel als Starter zu ermöglichen. Aufgrund der Unzufriedenheit Carters über die sportliche (die Raptors hatten seit 2001 nicht mehr die Playoffs erreicht) und organisatorische Situation sowie nachlassenden Leistungen Carters entschied das Management, ihn zu tauschen.

### New Jersey Nets (2004–2009)
Carter wurde am 17. Dezember 2004 von den Toronto Raptors für Alonzo Mourning, Eric Williams, Aaron Williams und zwei Erstrunden-Draftrechte an die New Jersey Nets abgegeben.

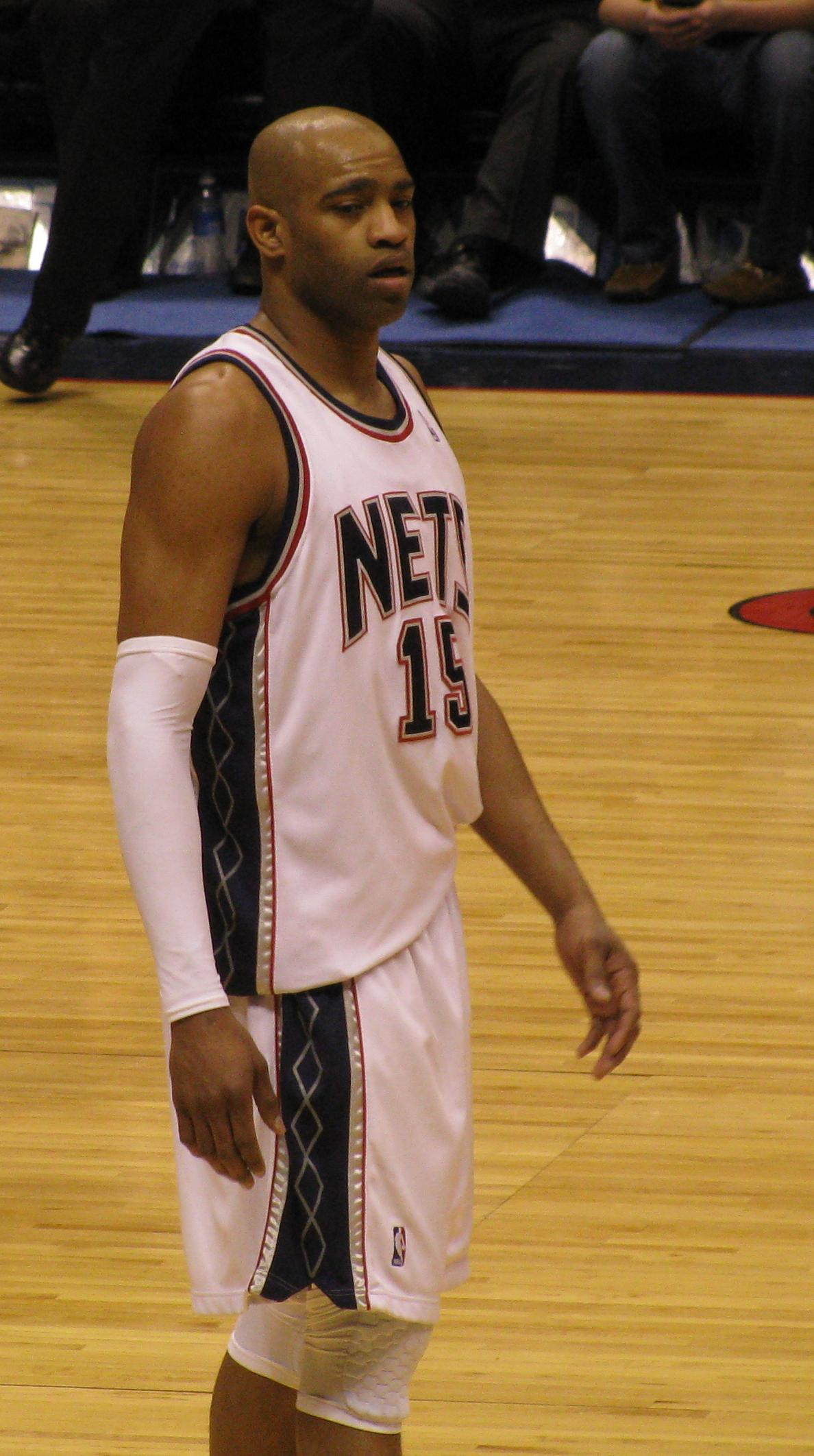
Carter als Spieler der Nets (2009)

In der NBA-Saison 2005–2006 führte er zusammen mit seinem Teamkollegen Jason Kidd die Nets zu 49 Siegen, dem Atlantic Division Titel und dem dritten Platz in der Eastern Conference. Carter erreichte dabei 24,2 Punkte, 5,8 Rebounds und 4,3 Assists pro Spiel. In der zweiten Runde der Playoffs mussten sie sich jedoch den Miami Heat geschlagen geben, die im weiteren Verlauf des Turniers die NBA-Meisterschaft gewinnen konnten.
In einem 120:114-Sieg der Nets über die Washington Wizards am 7. April 2007 schafften es Carter und Kidd im selben Spiel ein Triple Double für sich zu verbuchen. Die letzten zwei Spieler einer Mannschaft, die ein Triple Double im selben Spiel erzielen konnten, waren Michael Jordan und Scottie Pippen 1989. Carter hatte 46 Punkte, 16 Rebounds (Karrierebestleistung) und 10 Assists während Kidd 10 Punkte, 16 Rebounds und 18 Assists verzeichnen konnte. Die Saison schloss er mit 25,2 Punkten pro Spiel ab. Am 1. Juli 2007 unterzeichnete Carter einen 4-Jahres-Vertrag im Wert von insgesamt $61.8 Millionen bei den Nets.
Für die NBA-Saison 2008–2009 wurde Carter zum Team-Kapitän der Nets gewählt. Eine Ehre, die in den vorhergehenden sechs Jahren Jason Kidd zuteilwurde. In dieser Saison erzielte Carter zum letzten Mal über 20 Punkte pro Spiel. Die Nets verpassten hingegen zum zweiten Mal in Folge die Playoffs und planten die Zukunft nun ohne Carter.

### Orlando Magic (2009–2010)
Am 25. Juni 2009 wurde Carter gemeinsam mit Ryan Anderson für Rafer Alston, Tony Battie und Courtney Lee zu den Orlando Magic transferiert. Damit spielte Carter erstmals für seinen „Heimatverein“, da er ebenfalls aus dem nördlichen Florida stammt. Am 8. Februar 2010 erzielte er seine Saisonbestleistung von 48 Punkten in einem Spiel gegen die New Orleans Hornets. Davon steuerte er 34 Punkte in der zweiten Hälfte bei und die Magic konnten trotz einem Rückstand von 17 Punkten den Sieg erringen. In den ersten beiden Runden der Playoffs konnten sich die Magic in jeweils vier Spielen gegen die Charlotte Bobcats und die Atlanta Hawks durchsetzen. So erreichte Vince Carter zum ersten und bisher einzigen Mal in seiner Karriere die Conference Finals. Seine Orlando Magic schieden dort indes gegen die Boston Celtics aus.

### Phoenix Suns (2010–2011)
Am 18. Dezember 2010 wurde Carter gemeinsam mit Marcin Gortat, Mickaël Piétrus, einem Erstrunden-Pick im NBA Draft 2011 sowie 3 Millionen Dollar für Hedo Türkoğlu, Jason Richardson und Earl Clark zu den Phoenix Suns transferiert. Zur Saison 2011/2012 lösten die Suns den Vertrag mit Carter auf.

### Dallas Mavericks (2011–2014)
Nach der Auflösung seines Vertrags und dem Ende des Lockouts wechselte Carter im Dezember 2011 zum amtierenden NBA-Champion Dallas Mavericks um seinen ehemaligen Nets-Mannschaftskollegen Jason Kidd und den deutschen Superstar Dirk Nowitzki. 

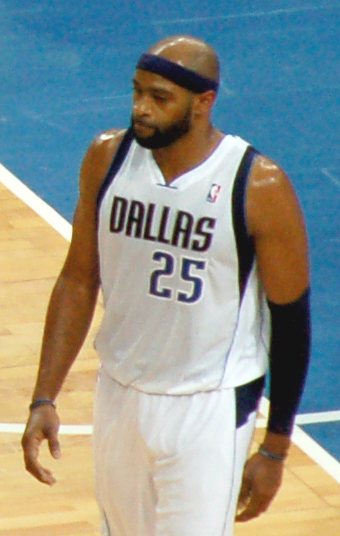
Bei den Mavs wurde Carter meist als Sixth Man eingesetzt.

Die Mavs statteten ihn mit einem 3-Jahres-Vertrag im Gesamtwert von $9.3 Millionen aus, bei dem jedoch nur das erste Jahr garantiert war. In der verkürzten NBA-Saison 2011–2012 erzielte Carter durchschnittlich 10,1 Punkte, 3,4 Rebounds und 2,3 Assists pro Spiel, scheiterte mit Dallas aber bereits in der ersten Playoff-Runde an den Oklahoma City Thunder. Am 1. Juli 2012 zogen die Mavs die Option für das zweite Vertragsjahr. Im Spiel gegen die Sacramento Kings am 13. Februar 2013 verwandelte Carter den 1600. Dreipunktewurf in seiner NBA-Karriere. Außerdem überholte er im Verlauf der NBA-Saison 2012–2013 Hal Greer, Larry Bird, Gary Payton und Clyde Drexler in der NBA All-time Scoring list und belegt dort vorerst Platz 25.

### Memphis Grizzlies (2014–2017)
Am 11. Juli 2014 unterzeichnete Carter einen Zweijahresvertrag bei den Memphis Grizzlies. Bei den Grizzlies übernahm Carter die Rolle eines Ergänzungsspieler und erzielte mit 5,8 Punkten pro Spiel erstmals weniger als durchschnittlich 10 Punkte in seiner Karriere. Die darauffolgende Saison schloss er mit 6,6 Punkten pro Spiel ab und wurde mit dem Twyman-Stokes Teammate of the Year Award ausgezeichnet. Am 26. Januar 2017 wurde Carter der 25. Spieler der NBA-Geschichte, der mit 40 Jahren oder älter noch aktiv ist.

### Sacramento Kings (2017–2018)
Im Juli 2017 gaben die Sacramento Kings die Verpflichtung von Vince Carter für ein Jahr bekannt. Zuvor war bereits Zach Randolph aus Memphis zu den Kings gewechselt.

### Atlanta Hawks (2018–2020)
Für das Veteranen-Minimum-Gehalt unterschrieb Carter im August 2018 einen Einjahresvertrag bei den Atlanta Hawks, der im Folgejahr nochmals verlängert wurde. Damit ging Carter in der Saison 2019/20 als erster Spieler überhaupt in seine 22. NBA-Saison. In seiner letzten Saison kam Carter auf 5,0 Punkte, 2,1 Rebounds und 0,8 Assists pro Spiel. Im Juni 2020 beendete Carter im Alter von 43 Jahren seine Profi-Karriere. In seiner Karriere kam er auf 16,7 Punkte, 4,3 Rebounds und 3,1 Assists pro Spiel.

## Persönliches
Carter ist Cousin dritten Grades seines früheren Raptors-Teamkollegen Tracy McGrady. Carter war zwischen 2004 und 2006 mit Ellen Rucker verheiratet, mit der er eine Tochter hat. Zwischen 2010 und 2016 betrieb Carter in Daytona Beach, Florida ein Restaurant. Seit dem 11. Dezember 2024 ist Carter Minderheitseigentümer des NFL-Teams der Buffalo Bills.

## NBA-Statistiken

### Regular Season
| Saison    | Team               | GP    | GS  | MPG  | FG % | 3P % | FT % | RPG | APG | SPG | BPG | PPG  |
| --------- | ------------------ | ----- | --- | ---- | ---- | ---- | ---- | --- | --- | --- | --- | ---- |
| 1998–99   | Toronto            | 50    | 49  | 35.2 | .450 | .288 | .761 | 5.7 | 3.0 | 1.1 | 1.5 | 18.3 |
| 1999–2000 | Toronto            | 82    | 82  | 38.1 | .465 | .403 | .791 | 5.8 | 3.9 | 1.3 | 1.1 | 25.7 |
| 2000–01   | Toronto            | 75    | 75  | 39.7 | .460 | .408 | .765 | 5.5 | 3.9 | 1.5 | 1.1 | 27.6 |
| 2001–02   | Toronto            | 60    | 60  | 39.8 | .428 | .387 | .798 | 5.2 | 4.0 | 1.6 | 0.7 | 24.7 |
| 2002–03   | Toronto            | 43    | 42  | 34.2 | .467 | .344 | .806 | 4.4 | 3.3 | 1.1 | 1.0 | 20.6 |
| 2003–04   | Toronto            | 73    | 73  | 38.2 | .417 | .383 | .806 | 4.8 | 4.8 | 1.2 | 0.9 | 22.5 |
| 2004–05   | Toronto/New Jersey | 77    | 76  | 36.7 | .452 | .406 | .798 | 5.2 | 4.2 | 1.4 | 0.6 | 24.5 |
| 2005–06   | New Jersey         | 79    | 79  | 36.8 | .430 | .341 | .799 | 5.8 | 4.3 | 1.2 | 0.7 | 24.2 |
| 2006–07   | New Jersey         | 82    | 82  | 38.1 | .454 | .357 | .802 | 6.0 | 4.8 | 1.0 | 0.4 | 25.2 |
| 2007–08   | New Jersey         | 76    | 72  | 38.9 | .456 | .359 | .816 | 6.0 | 5.1 | 1.2 | 0.4 | 21.3 |
| 2008–09   | New Jersey         | 80    | 80  | 36.8 | .437 | .385 | .817 | 5.1 | 4.7 | 1.0 | 0.5 | 20.8 |
| 2009–10   | Orlando            | 75    | 74  | 30.8 | .428 | .367 | .840 | 3.9 | 3.1 | 0.7 | 0.2 | 16.6 |
| 2010–11   | Orlando/Phoenix    | 73    | 63  | 28.1 | .437 | .361 | .740 | 3.8 | 2.0 | 0.9 | 0.3 | 14.0 |
| 2011–12   | Dallas             | 61    | 40  | 25.3 | .411 | .361 | .826 | 3.4 | 2.3 | 0.9 | 0.4 | 10.1 |
| 2012–13   | Dallas             | 81    | 3   | 25.8 | .435 | .406 | .816 | 4.1 | 2.4 | 0.9 | 0.5 | 13.5 |
| 2013–14   | Dallas             | 81    | 0   | 24.4 | .407 | .394 | .821 | 3.5 | 2.6 | 0.8 | 0.4 | 11.9 |
| 2014–15   | Memphis            | 66    | 1   | 16.5 | .333 | .297 | .789 | 2.0 | 1.2 | 0.7 | 0.2 | 5.8  |
| 2015–16   | Memphis            | 60    | 3   | 16.8 | .388 | .349 | .833 | 2.4 | 0.9 | 0.6 | 0.3 | 6.6  |
| 2016–17   | Memphis            | 73    | 15  | 24.7 | .394 | .378 | .765 | 3.1 | 1.8 | 0.8 | 0.5 | 8.0  |
| 2017–18   | Sacramento         | 58    | 5   | 17.7 | .403 | .345 | .757 | 2.6 | 1.2 | 0.7 | 0.4 | 5.4  |
| 2018–19   | Atlanta            | 76    | 9   | 17.5 | .419 | .389 | .712 | 2.6 | 1.1 | 0.6 | 0.4 | 7.4  |
| 2019–20   | Atlanta            | 60    | 0   | 14.6 | .352 | .302 | .793 | 2.1 | 0.8 | 0.4 | 0.4 | 5.0  |
| Gesamt    |                    | 1,541 | 983 | 30.7 | .437 | .374 | .798 | 4.4 | 3.2 | 1.0 | 0.6 | 16.7 |

### Postseason
| Saison    | Team       | GP | GS | MPG  | FG % | 3P % | FT %  | RPG | APG | SPG | BPG | PPG  |
| --------- | ---------- | -- | -- | ---- | ---- | ---- | ----- | --- | --- | --- | --- | ---- |
| 1999–2000 | Toronto    | 3  | 3  | 39.7 | .300 | .100 | .871  | 6.0 | 6.3 | 1.0 | 1.3 | 19.3 |
| 2000–01   | Toronto    | 12 | 12 | 44.9 | .436 | .410 | .784  | 6.5 | 4.7 | 1.7 | 1.7 | 27.3 |
| 2004–05   | New Jersey | 4  | 4  | 45.1 | .365 | .316 | .861  | 8.5 | 5.8 | 2.3 | 0.0 | 26.8 |
| 2005–06   | New Jersey | 11 | 11 | 40.9 | .463 | .241 | .796  | 7.0 | 5.3 | 1.8 | 0.5 | 29.6 |
| 2006–07   | New Jersey | 12 | 12 | 40.6 | .396 | .389 | .693  | 6.8 | 5.3 | 0.9 | 0.6 | 22.3 |
| 2009–10   | Orlando    | 14 | 14 | 34.3 | .402 | .235 | .826  | 4.2 | 2.3 | 0.9 | 0.2 | 15.5 |
| 2011–12   | Dallas     | 4  | 0  | 26.8 | .293 | .300 | .750  | 5.5 | 0.3 | 1.3 | 0.5 | 8.3  |
| 2013–14   | Dallas     | 7  | 0  | 27.2 | .456 | .484 | .786  | 3.6 | 2.4 | 0.4 | 0.3 | 12.6 |
| 2014–15   | Memphis    | 11 | 0  | 17.8 | .403 | .250 | .889  | 4.3 | 1.0 | 0.6 | 0.2 | 6.3  |
| 2015–16   | Memphis    | 4  | 4  | 22.7 | .455 | .700 | 1.000 | 3.8 | 1.3 | 0.5 | 0.3 | 11.3 |
| 2016–17   | Memphis    | 6  | 6  | 32.5 | .476 | .400 | 1.000 | 3.3 | 0.7 | 0.3 | 0.0 | 9.2  |
| Gesamt    |            | 88 | 66 | 34.5 | .416 | .338 | .796  | 5.4 | 3.4 | 1.1 | 0.5 | 18.1 |

Quelle

## Auszeichnungen
- 8× NBA All-Star: 2000–2007 (musste 2002 verletzungsbedingt aussetzen)
- 2× All-NBA Team
  - 2nd Team: 2001
    - 3rd Team: 2000
- NBA Rookie of the Year: 1999
  - NBA All-Rookie Team: 1999
- NBA Slam Dunk Champion: 2000
- Twyman-Stokes Teammate of the Year: 2016